# Miquel Ramis i Alonso
Miquel Ramis i Alonso (Sineu, Mallorca, 1906 - 1983) fou un eclesiàstic, filòsof, escriptor, poeta i erudit balear.
Escriptor de màximes morals i deontològiques, exposades sempre amb molta precisió, contundència i concisió, fou un autor més fecund que prolífic. Publicà El llibre d'apunts en la formació intel·lectual (1932), Al margen de El Criterio de Balmes (1934), En torno al pensamiento de José Ortega y Gasset (1948) i Don Miguel de Unamuno (1953), entre d'altres. Entre les seves obres destaca, però, ‘La ruta de la teva personalitat’ (1951), un llibre que, segons Joan Guasp i Vidal, no ha estat superat per cap altre en aspectes d'autodomini i de benestar i felicitat personal, un llibre per viure bé, és a dir, per viure millor.